# Jeno
Lee Je-no (em coreano:  이제노; nascido em 23 de abril de 2000), conhecido profissionalmente como Jeno, é um rapper, cantor e dançarino sul-coreano. Lee começou sua carreira como modelo de comerciais infantis. Ele foi descoberto pela SM Entertainment aos treze anos. Ele estreou oficialmente em agosto de 2016 como membro da boy band sul-coreana NCT através da sub-unit NCT Dream.
Lee apresentou o programa de televisão The Show de maio de 2018 a novembro de 2019.

## Carreira

### Atividades pré-debut
Jeno começou sua carreira como modelo infantil em vários comerciais na Coreia do Sul durante sua infância.
Ele foi apresentado como um dos primeiros membros da equipe de pré-estreia da SM Entertainment, SM Rookies, em 3 de dezembro de 2013. Em 2014, ele fez sua primeira aparição como membro da SM Rookies, ao lado de outros membros do NCT, Mark, Jaemin, Haechan. e Jisung no Exo 90:2014 um reality show estrelado por EXO. Em 2015, ele apareceu como Mouseketeer ao lado de outros membros do SM Rookies no programa The Mickey Mouse Club da Disney Channel Korea, que foi ao ar de 23 de julho a 17 de dezembro de 2015.

### 2016 – presente: Debut com NCT
Em 24 de agosto de 2016, Lee estreou no NCT Dream, a terceira subunidade do NCT. Lee, junto com o NCT Dream, participou do primeiro álbum do NCT, NCT 2018 Empathy com o single "Go". Em 22 de maio de 2018 The Show da SBS MTV anunciou que Jeno foi escolhido como novo MC. Além de contribuir com os vocais para as músicas do NCT Dream, ele também começou a escrever as letras da música "Dear Dream" para o segundo EP do NCT Dream, "We Go Up", ao lado dos membros Mark, Jaemin e Jisung. Desde então, Lee escreveu letras para faixas dos álbuns subsequentes do NCT Dream.
Em 13 de março de 2019, Jeno, ao lado dos colegas do NCT Dream, Jaemin e Jisung, representou estrelas do K-pop no "K-Wave & Halal Show" na Malásia. O evento de amizade entre a Coreia do Sul e a Malásia contou com a presença do Presidente Moon Jae-in como parte da sua visita de estado de três dias ao país. Em 23 de novembro de 2020, Lee se juntou à unidade rotativa do NCT, "NCT U", com o lançamento de sua faixa principal "Misfit" do segundo álbum do NCT, Resonance Pt. 1, e o single principal "90's Love" do Resonance Pt. 2.
Em 2021, Jeno participou da música "California Love" de Donghae. Em agosto de 2022, Lee participou da música "Villain" de Key. Em 13 de setembro, Jeno se tornou o primeiro artista de K-pop a ser modelo de abertura de um desfile da New York Fashion Week, desfilando para o desfile da coleção primavera 2023 de Peter Do como parte de uma parceria com a SM Entertainment, com quem Peter Do colaborou para criar o linha. O The Business of Fashion comentou que “pode ter sido o desfile mais esperado da semana” e elogiou a alfaiataria de Do, destacando as costas das peças, e a capacidade “de fazer referência a outros estilistas através do seu próprio trabalho sem parecer desalmado”. Em dezembro de 2022, Ele participou de "Hot & Cold" no 2022 Winter SM Town: SMCU Palace ao lado dos colegas de gravadora Kai do EXO, Seulgi do Red Velvet e Karina do Aespa.

## Outros empreendimentos

### Endossos
Em 2023, Jeno foi nomeado o primeiro embaixador global da marca masculina da Ferragamo.

### Filantropia
Em maio de 2019, Ele  junto com Jaemin, membro do NCT Dream, se ofereceu para visitar crianças que moravam em favelas na Indonésia em colaboração com as organização não governamentais Good Neighbors International e Gugah Nurani Indonesia Foundation.

## Discografia

### Singles

#### Como artista convidado
| Título                                                                                    | Ano  | Melhores posições nas paradas | Álbum                            |
| Título                                                                                    | Ano  | COR                           | Álbum                            |
| ----------------------------------------------------------------------------------------- | ---- | ----------------------------- | -------------------------------- |
| "California Love" (Donghae feat. Jeno)                                                    | 2021 | 179                           | Countdown (California Love ver.) |
| "Villain" (Key feat. Jeno)                                                                | 2022 | —                             | Gasoline                         |
| "—" denota lançamentos que não entraram nas paradas ou não foram lançados naquela região. |      |                               |                                  |

### Outras canções nas paradas
| Título                                                                                    | Ano  | Melhores posições nas paradas | Melhores posições nas paradas | Melhores posições nas paradas | Álbum                             |
| Título                                                                                    | Ano  | COR                           | NZ Hot                        | SGP                           | Álbum                             |
| ----------------------------------------------------------------------------------------- | ---- | ----------------------------- | ----------------------------- | ----------------------------- | --------------------------------- |
| "Zoo" (com Taeyong, Giselle, Hendery e Yangyang)                                          | 2021 | —                             | 38                            | —                             | 2021 Winter SM Town: SMCU Express |
| "Hot & Cold" (온도차) (com Kai, Seulgi e Karina)                                          | 2022 | —                             | —                             | —                             | 2022 Winter SM Town: SMCU Palace  |
| "—" denota lançamentos que não entraram nas paradas ou não foram lançados naquela região. |      |                               |                               |                               |                                   |

### Créditos de composição
Todos os créditos das canções são adaptados do banco de dados da Korea Music Copyright Association, salvo indicação em contrário.
| Ano  | Artista                                        | Canção                             | Álbum                             | Letrista  | Letrista                                                                           | Compositor | Compositor                                                                     |
| Ano  | Artista                                        | Canção                             | Álbum                             | Creditada | Com                                                                                | Creditada  | Com                                                                            |
| ---- | ---------------------------------------------- | ---------------------------------- | --------------------------------- | --------- | ---------------------------------------------------------------------------------- | ---------- | ------------------------------------------------------------------------------ |
| 2018 | NCT Dream                                      | "Dear Dream"                       | We Go Up                          | Yes       | Song Carat, Jisung, Jaemin, Mark                                                   | Não        | N/A                                                                            |
| 2019 | NCT Dream                                      | "119"                              | We Boom                           | Yes       | Song Carat, Jaemin                                                                 | Não        | N/A                                                                            |
| 2019 | NCT Dream                                      | "Bye My First..." (사랑이좀어려워) | We Boom                           | Yes       | Kim Eun Joo, Ryu Dasom, Jisung, Jaemin                                             | Não        | N/A                                                                            |
| 2019 | NCT Dream                                      | "Best Friend"                      | We Boom                           | Yes       | Le’mon (153/Joombas), Jisung, Jaemin                                               | Não        | N/A                                                                            |
| 2019 | NCT Dream                                      | "Dream Run"                        | We Boom                           | Yes       | 장정원, 경진희                                                                     | Não        | N/A                                                                            |
| 2020 | NCT Dream                                      | "Puzzle Piece" (너의자리)          | Reload                            | Yes       | Jaemin, 황유빈, Andrew Allen, Josh Cumbee                                          | Não        | N/A                                                                            |
| 2021 | NCT Dream                                      | "Rainbow" (책갈피)                 | Hot Sauce                         | Yes       | 조윤경, Mark, Jaemin, Jisung                                                       | Não        | N/A                                                                            |
| 2021 | NCT 2021                                       | "Beautiful"                        | Universe                          | Yes       | Johnny, Taeyong, Mark, Hendery, 유영진, 유한진                                     | Não        | N/A                                                                            |
| 2021 | Jeno, Lee Tae-yong, YangYang, Hendery, Giselle | "Zoo"                              | 2021 Winter SM Town: SMCU Express | Yes       | Rick Bridges, Taeyong, Giselle, Cameron Joseph Rugg, Keelah Jacobsen, Ryan S. Jhun | Não        | N/A                                                                            |
| 2022 | NCT Dream                                      | "It's Yours" (너를위한단어)        | Glitch Mode                       | Yes       | High Squad, 이재니, Mark, Jaemin, Jisung                                           | Não        | N/A                                                                            |
| 2022 | NCT Dream                                      | "Replay" (내일봐)                  | Glitch Mode                       | Yes       | Ludwig Lindell, Gregory G. Curtis II, 황유빈, Jisung, Mark                         | Não        | N/A                                                                            |
| 2022 | NCT Dream                                      | "Never Goodbye" (북극성)           | Glitch Mode                       | Yes       | 황유빈 , Mark, , Jaemin, Jisung                                                    | Não        | N/A                                                                            |
| 2023 | NCT Dream                                      | "Like We Just Met"                 | ISTJ                              | Yes       | Mark, Jaemin, Haechan, Allegro, Robbie Jay, Dan Johnson                            | Yes        | Mark, Jaemin, Allegro, Robbie Jay, Dan Johnson                                 |
| 2024 | NCT Dream                                      | "Unknown"                          | Dream () Space                    | Yes       | Mark, Niklas Persson, William Segerdahl, Ninos Hanna, Lee Seu Ran                  | Yes        | Mark, Niklas Persson, William Segerdahl, Ninos Hanna                           |
| 2024 | NCT Dream                                      | "Breathing"                        | Dream () Space                    | Yes       | 우승연, Mark, Jaemin, Jisung                                                       | Yes        | Mickey Blue, Realmeee, Patrick Liney, Cosmo Liney, Etham, Mark, Jaemin, Jisung |

## Filmografia

### Série da web
| Ano  | Título | Papel     | Notas                   | Ref. |
| ---- | ------ | --------- | ----------------------- | ---- |
| 2018 | A-Teen | Ele mesmo | Breve aparição (Ep. 20) |      |

### Shows de televisão
| Ano     | Título   | Papel     | Notas                                       | Ref. |
| ------- | -------- | --------- | ------------------------------------------- | ---- |
| 2018–19 | The Show | Anfitrião | 22 de maio de 2018 – 26 de novembro de 2019 |      |